# NGC 330
NGC 330 este un roi globular situat în Micul Nor al lui Magellan, în constelația Tucanul. A fost descoperit în 1 august 1826 de către James Dunlop. De asemenea, a fost descoperit și în 11 aprilie 1834 de către John Herschel.